# Pai Nosso (Alves)
Pai Nosso é o primeiro romance publicado da escritora e jornalista portuguesa Clara Ferreira Alves que já antes havia publicado colectâneas de crónicas em jornais e revistas e um livro de contos.
O romance centra-se na figura de uma fotojornalista que no desenvolvimento da sua actividade é testemunha do conflito israelo-árabe, da guerra nos Balcãs, na Guerra do Iraque, na Guerra do Afeganistão e de novo da guerra no Iraque quando da tentativa do Estado Islâmico para tomar a capital Bagdade.

## Resumo

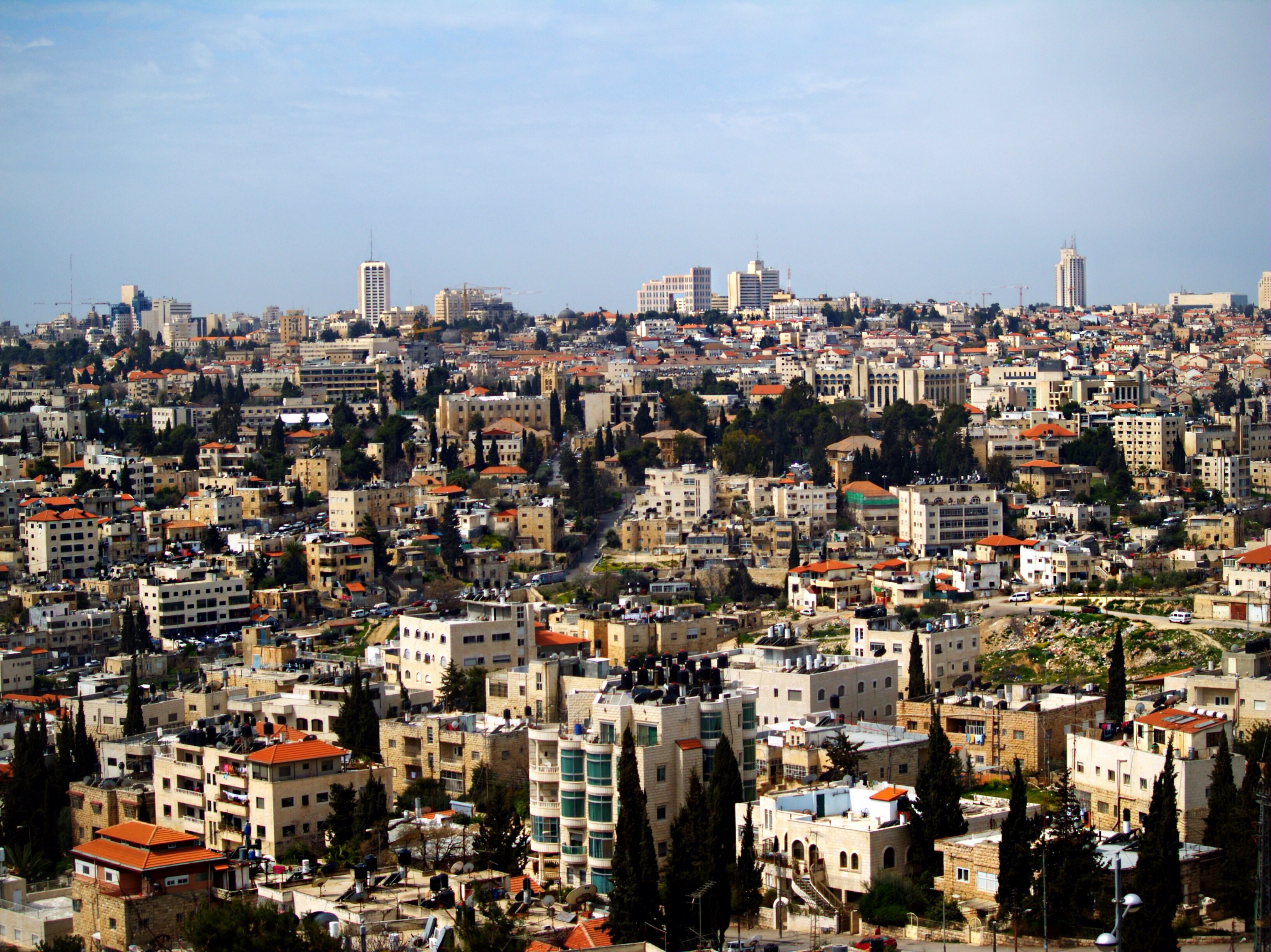
Sheikh Jarrah, bairro predominantemente árabe em Jerusalém Oriental

Uma estudiosa de Assuntos do Médio Oriente, Beatriz, que é professora numa universidade de uma pequena cidade inglesa, Hull, é desafiada por um editor a escrever um livro sobre o que levou a um acontecimento traumático que apenas no final da história se compreenderá.
Para tal realização, Beatriz dirige-se a um dos mais perigosos locais da terra, Bagdade. O objectivo é seduzir a fotojornalista Maria a contar o que sabe das guerras que conheceu e das que ainda se desenrolam. Por mediação de um jornalista americano, Gary, Beatriz entra em contacto com Maria no hotel Al-Rashid, onde se acantonam os jornalistas e, contrariando as probabilidades, Maria, que teve uma amiga que era quase irmã e que se chamava também Beatriz, decide tomar conta da recém-chegada e contar-lhe grande parte da sua vida para que fique registada.
E a história do livro, com avanços e recuos, passa a ser em grande medida a história da vida de Maria contada pela própria e gravada pela sua jovem confidente. Maria vive em Jerusalém, conhece os territórios palestianos de Gaza e Hebron, onde tem os primeiros contactos com o lado árabe, mais tarde estará no Kosovo, passa esporadicamente por Lisboa, e volta ao Médio Oriente, a Telavive, vai em trabalho ao Afeganistão onde encontra um dos seus amantes, até que após um acontecimento grave em Lisboa está de novo na capital do Iraque na véspera da entrada das forças do Estado Islâmico na cidade.

## Recepção crítica
Segundo o crítico José Mário Silva, na revista do Expresso, "A estrutura narrativa não é propriamente original. O romance funciona como o gravador de Beatriz. Por isso há capítulos intitulados "play" (a ação no presente, em Bagdade), "rewind" (os mergulhos no passado) e "fast forward" (avanços cronológicos). Embora simples, o dispositivo é eficaz. O problema não está aí, mas na articulação entre dois tipos de materiais que nunca chegam a coexistir de forma harmoniosa. Ou seja, o jornalismo e a ficção pura. As deambulações de Maria pelos palcos das várias guerras correspondem a uma realidade que C.F.A. conhece muito bem e desdobra à nossa frente com mestria. Já os enredos propriamente romanescos revelam enorme fragilidade, sobretudo os que abarcam as relações amorosas de Maria e as figuras do passado português."

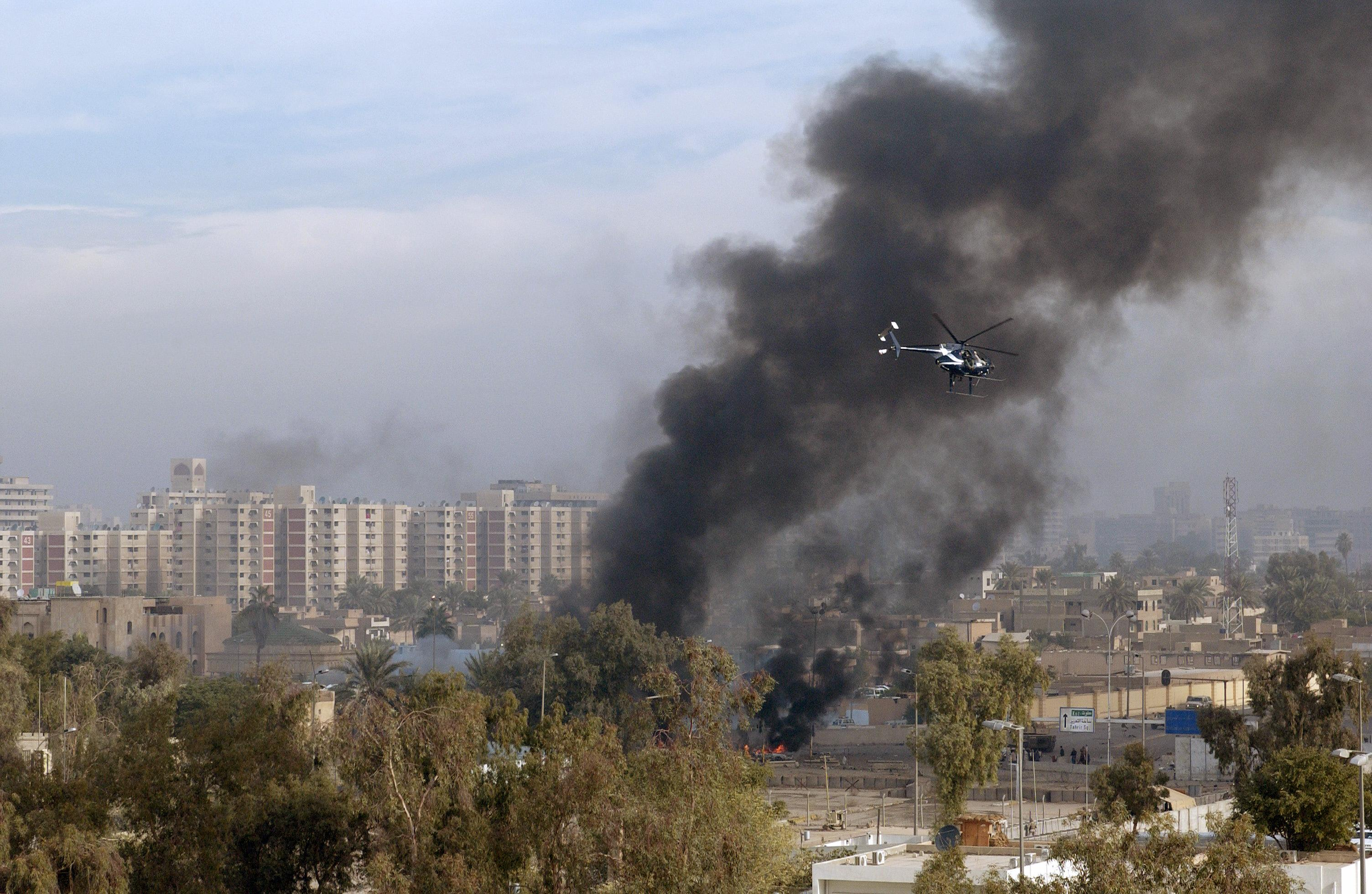
Explosão de um carro bomba em Bagdade, em 2004.

E continua o crítico: "Allen Carneiro ex-maoista que se torna primeiro-ministro de Portugal e depois presidente da Europa. Estamos no território do roman à clef pouco subtil. Apoiante entusiasta da invasão do Iraque em 2003 Allen Carneiro não se liberta do peso de ser uma caricatura de Durão Barroso".
José M Silva considera que "C.F.A se deixou dominar pela torrencialidade da protagonista. Consequência: o romance sofre de hipertrofia e leva demasiado tempo a chegar ao seu poderosíssimo desenlace". E conclui:" Pai Nosso é um excelente livro sobre os horrores deste início de século e suas múltiplas causas, mas fica aquém do grande romance que prometia ser. Falta-lhe em espessura ficcional o que lhe sobra em reflexão apaixonada sobre o porquê da "noite dos homens", em cujas sombras há quem decapite inocentes"
Já Mário Santos, na revista Ipsilon do jornal Público escreve: "Há dois fantasmas em Pai Nosso. Mas o romance de estreia de Clara Ferreira Alves não é um livro fantástico. É um livro realista. É um romance sobre o terror nosso de cada dia, esse que parece estar em toda a parte e em lado nenhum, e que se vai tornando a radiação de fundo da nossa obsolescente contemporaneidade."
E acrescenta relativamente ao estilo: "A secura epigramática com a qual Beatriz debuxa Maria alastra para a narração que esta lhe fará, num hotel de Bagdade, das suas vastas e romanescas andanças amorosas e guerreiras, mas sobretudo guerreiras. E tornar-se-á um elemento estrutural do ritmo sacudido e combativo desta prosa"
E conclui Mário Santos: "Sério, ambicioso e esforçado, Pai Nosso é, no entanto, um romance que, talvez excessivamente devedor da intenção de contextualizar e documentar historicamente (jornalisticamente?) o quadro espácio-temporal que acolhe a narração, acaba sendo como que atraiçoado justamente quando parece querer legitimar-se enquanto romance através de peripécia redundantemente romanesca."